# Trichomanes pinnatum
Trichomanes pinnatum är en hinnbräkenväxtart som beskrevs av Johann Hedwig. Trichomanes pinnatum ingår i släktet Trichomanes och familjen Hymenophyllaceae. Inga underarter finns listade.

## Bildgalleri

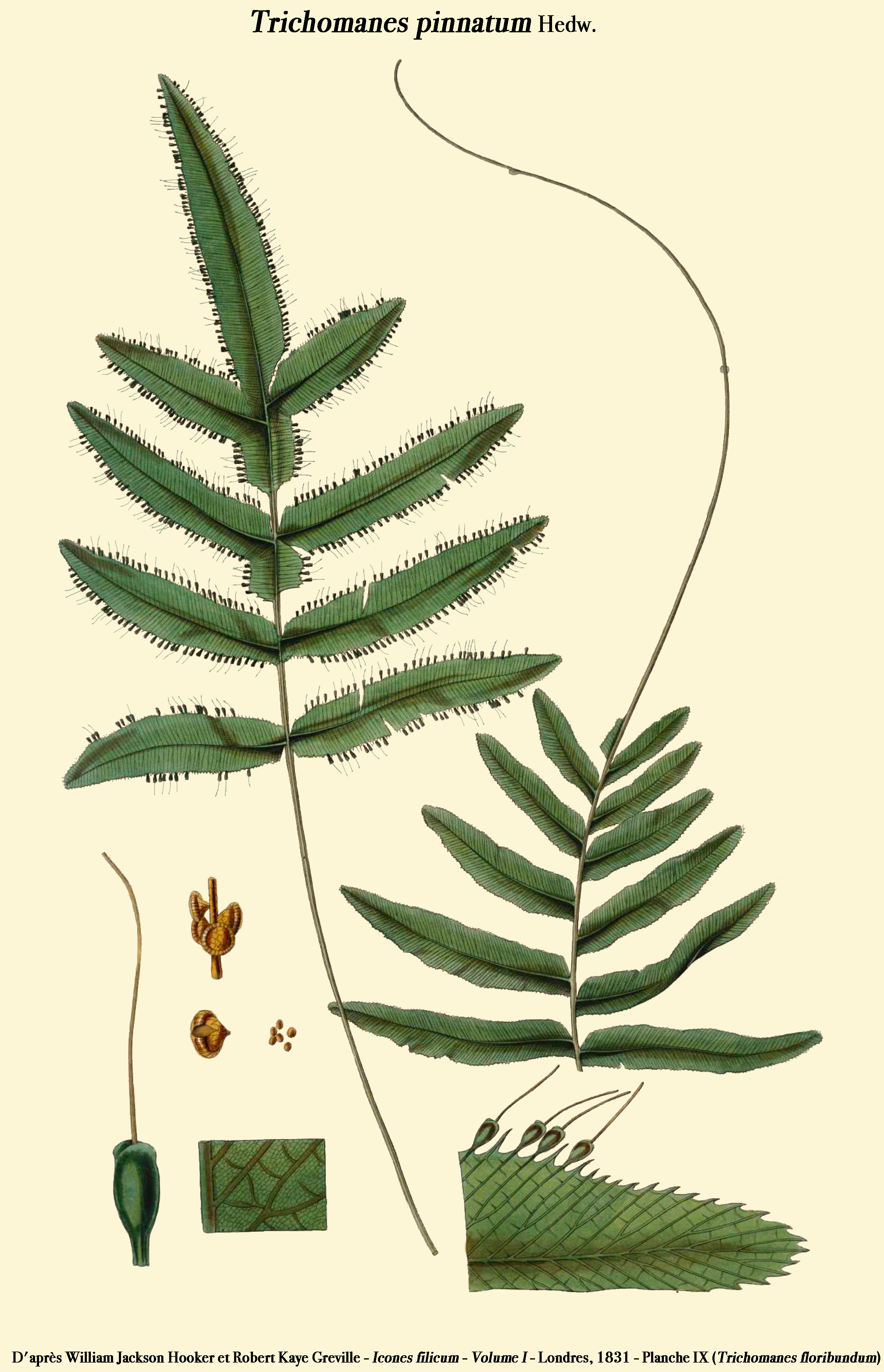